# Abacs János (püspök)
Abacs János (bizonyos forrásokban Abats illetve Abáts néven szerepel) (Torda, 1745 vége vagy 1746 eleje – 1815. augusztus 5.) református lelkész, az Erdélyi református egyházkerület püspöke 1796-tól haláláig.

## Élete
Édesapja Abacs Márton tordai lelkész volt. 1762-ben járt a nagyenyedi főiskolára, 1767-ben Fogarason lett iskolamester, 1770-ben pedig külföldi akadémiákra ment. 1774 tavaszán tért vissza szűkebb hazájába, Erdélybe, és a dési egyház hívta őt meg lelkésznek. 1782-től a dési egyházmegye esperese lett, 1796. március 21-én, Keresztes Máté halálával az erdélyi református egyház püspöki tisztségét töltötte be 1815-ben bekövetkezett haláláig. Esperesként létrehozott egy gyámintézetet a lelkészek özvegyei és árvái számára, ez azonban távozása után megszűnt.
Neki jutott az a nehéz feladat, hogy újból kihirdesse az 1791. évi 53. és 57. törvénycikkelyeket, amelyek az Erdélyben bevett négy vallás jogainak, szabadságainak és szabad gyakorlásának az egyenlőségéről, illetve a vegyes házasságból született gyermekek vallásáról, kereszteléséről szólnak. A törvénycikkelyeket ugyan elődje, Keresztes Máté már kihirdette, de a római katolikus egyház több ponton is sérelmezte a törvényt (például a reverzális eltörlését), és az uralkodóhoz fordult, aki 1792-ben a törvény szellemével ellenkező rendeletet bocsátott ki. Abáts – aki feltehetőleg nem akart lemondani a református egyházat megillető jogokról, de nem is akart szembekerülni illetve lelkészeit szembeállítani a hatalommal – 1798. augusztus 20-i körlevelében szó szerint kihirdette ezeket a törvénycikkeket, gyakorlati tanácsaiban azonban nem javasolta az egyenlő jogok minden körülmények közötti kierőszakolását.
1804. márciusban, amikor az idős Benkő József ismételten megszegte az esketésekre vonatkozó törvényt, a püspök javasolta, hogy fosszák meg hivatalától, és a régi szokás felelevenítésével „papi ruhája elvágattassék,” az egyházi főtanács azonban kíméletesebb büntetést szabott ki rá.

## Családja
Felesége Csernátoni Vajda Péter püspök lánya volt, lányát Hegedüs Sámuel lelkész vette nőül. Az azonos nevű aranyosgerendi lelkész nagybátyja volt.

## Munkái
Mint a dési református egyház lelkipásztora és esperese 1785. október 16-án Salánki Imre felett tartott halotti beszédet, amely a következő címmel jelent meg Kolozsváron: Ifjakhoz intéztetett, de mindeneket valóságos böltsességretanitó Bölts Regula (1787)
Konfirmációi kátéja több kiadást ért meg. Üdvözlő verset írt Köpeczi B. Sámuelhez (1772), gyászverset gróf Teleki III. Sándor halálára (1767)
1762. február 13-ától naplót írt, amely az Országos Széchényi Könyvtár birtokában van.